# عصوية ذهبية جوستية
عصوية ذهبية جوستية (الاسم العلمي: Chryseobacterium joostei) هي نوع من البكتيريا، سلبية الغرام، تتبع جنس عصوية ذهبية.